# カットティエン県

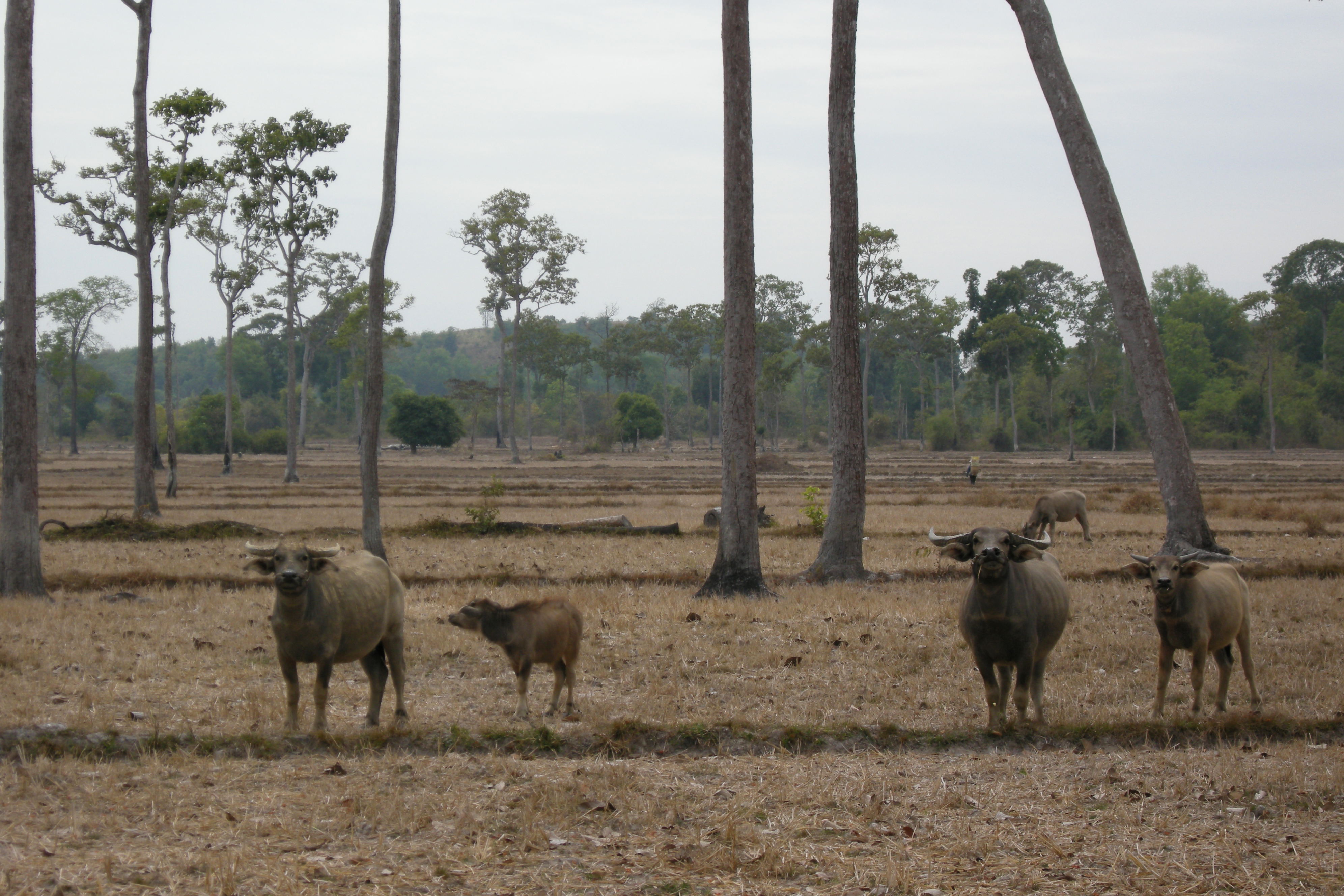

カットティエン県（カットティエンけん、ベトナム語：Huyện Cát Tiên / 縣吉仙?）は、ベトナム社会主義共和国ラムドン省に位置する県である。面積は427.2 km²、人口は44,000人（2017年）である。
2024年12月1日、ダーテー県と共にダーフオアイ県に編入された。

## 行政区画
2市鎮7社から構成される。